# Medaglia piemontese della guerra di Crimea
La medaglia della guerra di Crimea fu una decorazione di merito concessa dal Regno di Sardegna.

## Storia

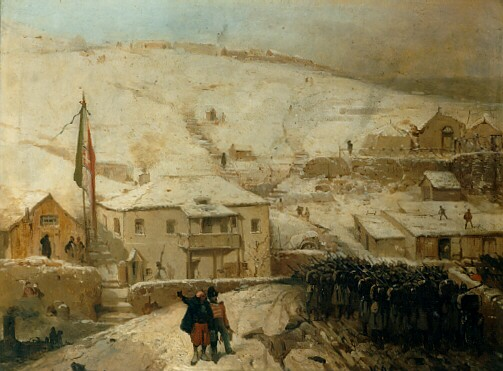
Il quartier generale dei piemontesi in Crimea in un dipinto di Gerolamo Induno.

La medaglia venne istituita con regio decreto del 1856 in riconoscenza a quei militari piemontesi che avevano prestato servizio nel Corpo di Spedizione Sardo in Crimea, nell'ambito della Guerra di Crimea al comando del generale Alfonso La Marmora. Essa era modellata per foggia e colore del nastro sul modello di quella inglese dal momento che spesso essa veniva concessa per sopperire alla mancata concessione della medaglia inglese o per quanti volessero sostituire la decorazione inglese con quella sarda. La medaglia venne ad ogni modo assegnata in minor quantitativo rispetto a quella inglese ed a quella turca di cui molti militari piemontesi beneficiarono.

## Insegne
La  medaglia è costituita da un tondo d'argento riportante sul diritto il profilo di Vittorio Emanuele II rivolto verso sinistra ed attorniato dalla legenda "VITTORIO EMANUELE II". Sul retro si trovava la scritta "CRIMEA" "1855.1856". La medaglia venne realizzata dall'incisore Ferraris come è visibile dall'iscrizione sotto il busto del re sul diritto della medaglia.
Il  nastro è azzurro bordato di giallo, uguale a quello per la medaglia inglese.

## Insigniti notabili
- Alfonso La Marmora
- Alessandro La Marmora
- Giovanni Durando
- Enrico Cialdini
- Manfredo Fanti
- Rodolfo Gabrielli di Montevecchio
- Ardingo Trotti